# Legio VI Parthica

Scudo della Sexta Parthica, ricostruito in accordo con la Notitia dignitatum.

La Legio VI Parthica ("[della campagna contro] i Parti") era una legione romana, raccolta probabilmente dall'imperatore Diocleziano alla fine del III secolo ed ancora attiva all'inizio del V secolo.

## Storia
Venne organizzata da Diocleziano, probabilmente assieme alla IIII e V Parthica, in occasione della riorganizzazione delle province orientali: la VI costituiva metà della guarnigione di una delle nuove province, dunque col rango di unità limitanea. Va notato come il nome della VI, Parthica, facesse riferimento ad un nemico, i Parti, che non esisteva più da qualche decennio: il nome e la numerazione di queste unità furono scelti evidentemente in relazione alle tre legioni Parthica (la I, II e III Parthica, appunto) già presenti.
All'inizio del V secolo era divenuta una unità pseudocomitatense dell'esercito orientale: il passaggio da limitanea a pseudocomitatense, cioè da unità difensiva localizzata sulla frontiera a unità dell'esercito di manovra, potrebbe indicare che la provincia assegnatale era stata perduta, o che l'esercito aveva subito una riorganizzazione, e che quindi la VI aveva perso il proprio campo.